# Urundi

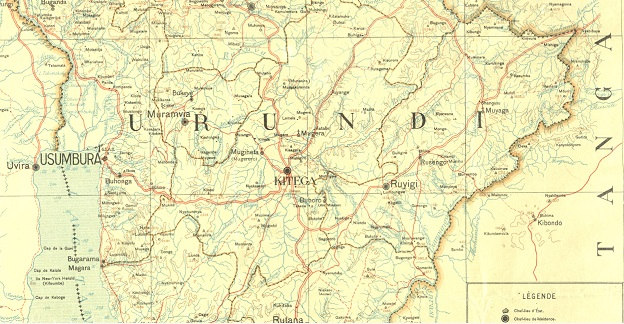
Urundi als Südteil von Ruanda-Urundi (Karte von 1929)

Urundi ist eine Landschaft und ein historisches Königreich an der Nordostküste des Tanganjikasees und entspricht dem heutigen Staat Burundi.
Es reicht bis nahe an den 2. südlichen Breitengrad hinauf und ist vom 30. östlichen Längengrad durchschnitten, vom Ruzizi-Fluss, der in den Tanganjika fällt, durchflossen und im Nordosten vom Akanjaru- (Alexandra-) See begrenzt.
Stanley schätzte in der zweiten Hälfte des 19. Jahrhunderts die Bevölkerung Urundis auf drei Millionen Menschen. Das heutige Burundi hat etwa 9 Millionen Einwohner, die den Hutu und Tutsi angehören.
In der deutschen Kolonialzeit gehörte Urundi zuerst zum Militärbezirk Usumbura und ab 1906 wurde es die Residentur Urundi. Von Mai 1911 bis Juni 1916 war Erich von Langenn-Steinkeller Kolonialresident in Urundi. Ab 1913 hatte die Residentur ihren Sitz in Gitega. In der belgischen Kolonialzeit gehörte Urundi zu Ruanda-Urundi. Dessen Nordteil bildete nach Erlangung der Unabhängigkeit das Königreich Ruanda, während Urundi im Süden zum Königreich Burundi wurde.